# Euploea mniszechii
Euploea mniszechii är en fjärilsart som beskrevs av Felder 1859. Euploea mniszechii ingår i släktet Euploea och familjen praktfjärilar. Inga underarter finns listade i Catalogue of Life.